# 딴손잡이
딴손잡이는 어떤 일에는 정해진 한 손을 주로 사용하고 또 어떤 일에는 다른 손을 주로 사용하는 습관, 혹은 그런 습관을 가진 사람을 말한다. 예를 들어, 딴손잡이는 오른손으로 글씨를 쓰고 왼손으로 그림을 그리거나 한다.
양손잡이는 딴손잡이의 한 예로 알려져 있긴 하지만 드문 예고, 딴손잡이는 보통 양손잡이가 아닌 왼손잡이나 오른손잡이가 많다.
오른손잡이 현악기 연주자 대부분은 건반을 다루는 아주 섬세한 작업을 하는데 왼손을 쓴다.
이것은 혼합된 편측성이라고도 할 수 있다. 딴손잡이는 자기가 선호하는 쪽보다 반대쪽이 더 힘이 셀 수 있다. 예를 들어, 정교한 작업은 오른손으로 하는 오른손잡이가 물건은 왼손으로 들어서 왼손이 더 힘이 셀 수도 있다. 딴손잡이는 과녁을 겨냥하거나 쏘는데 어려움을 느끼는 경우도 있지만, 충분히 정확하게 패스나 슈팅을 하는 운동선수도 많다.

## 유명한 딴손잡이
- 미야모토 시게루 - 현대 비디오 게임 닌텐도 기획자 (젤다의 전설, 마리오를 보라)
- 레오나르도 다 빈치 - 르네상스 시대 예술가 겸 과학자
- 알베르트 아인슈타인 - 과학자
- 리처드 파인먼 - 과학자
- 오스카 와일드 - 극작가 겸 시인
- 니콜라 테슬라 - 발명가
- 미켈란젤로 - 예술가
- 지미 헨드릭스 - 기타리스트
- 커트 코베인 - 기타리스트
- 벤자민 프랭클린 - 과학자
- 모한다스 카람찬드 간디 - 종교가 겸 정치 지도자
- 루드비히 판 베토벤 - 작곡가
- 류현진- 야구선수
- 프린스 필더- 야구선수

## 같이 보기
- 왼손잡이
- 오른손잡이
- 양손잡이
- 손쓰임